# (132904) Notkin
(132904) Notkin est un astéroïde de la ceinture principale et plus spécifiquement du groupe de Hilda.

## Description
(132904) Notkin est un astéroïde du groupe de Hilda. Il présente une orbite caractérisée par un demi-grand axe de 3,95 UA, une excentricité de 0,15 et une inclinaison de 3,5° par rapport à l'écliptique.

## Compléments